# Egzegeza (zespół muzyczny)
Egzegeza – polski duet hiphopowy. Powstał w 2012 roku w Kielcach z inicjatywy rapera Tau (Medium) i producenta muzycznego Galusa. Debiutancki album formacji zatytułowany Księga słów ukazał się 28 czerwca 2013 roku nakładem należącej do Medium wytwórni muzycznej Bozon Records. Pierwszy jak i zarazem jedyny singiel pt. „Bangladeszcz” został udostępniony na oficjalnym kanale Bozon Records 27 czerwca 2013 roku. Za warstwę muzyczną debiutu posłużyły utwory pochodzące z solowego albumu Galusa pt. Futura (2011, U Know Me Records). Mastering nagrań wykonał Mikołaj „Noon” Bugajak. W ramach promocji wydawnictwa powstał teledysk promo mix pt. „Księga słów” według pomysłu i scenariusza Mediuma. Postproducentem obrazu był Daniel Wrona.

## Dyskografia
| Tytuł       | Dane dot. albumu                                 |
| ----------- | ------------------------------------------------ |
| Księga słów | - Data: 28 czerwca 2013 - Wydawca: Bozon Records |

## Teledyski
| Tytuł                     | Rok  | Reżyseria/Realizacja       | Album       | Źródło |
| ------------------------- | ---- | -------------------------- | ----------- | ------ |
| „Księga słów” (promo mix) | 2013 | Tau (Medium), Daniel Wrona | Księga słów | [ 3 ]  |